# Stachytarpheta cayennensis
Stachytarpheta cayennensis är en verbenaväxtart som först beskrevs av Louis Claude Marie Richard, och fick sitt nu gällande namn av Vahl. Stachytarpheta cayennensis ingår i släktet Stachytarpheta och familjen verbenaväxter. Inga underarter finns listade i Catalogue of Life.